# Хэмптон, Кристофер
Сэр Кристофер Хэмптон (англ. Christopher Hampton; род. 26 января 1946) — британский писатель, поэт, сценарист, кинорежиссёр. Командор ордена Британской империи (СВЕ). Член Королевского литературного общества. Написал более 20 пьес и свыше 30 оригинальных и адаптированных сценариев к кинофильмам, среди которых наиболее известны «Опасные связи» и «Каррингтон». Соавтор либретто мюзиклов Эндрю Ллойда Уэббера «Бульвар Сансет» и «Стивен Уорд» и Фрэнка Уайлдхорна «Дракула».

## Биография
Кристофер Хэмптон родился в 1946 году на Азорских островах, в семье англичан Бернарда Патрика Хэмптона и Дороти Хэмптон. Его отец, который был инженером по монтажу телекоммуникаций, в силу контракта с фирмой Cable & Wireless Worldwide работал во многих странах мира, куда приезжал вместе с семьёй. За Португалией последовал Египет, откуда в момент начала Суэцкого кризиса Хэмптоны вынуждены были бежать, бросив всё своё имущество. Начальную школу окончил в Рейгейте, после чего поступил в колледж Лансиге, Западный Суссекс. В 1964 году поступил в New College в Оксфорде, где изучал французский и немецкий языки. Завершил обучение в 1968 году с присуждением First Class Degree (в Великобритании — высшая степень оценки результатов обучения в университетах).
Во время учёбы Хэмптон вступил в Драматургическое общество Оксфордского университета, в театре которого была поставлена его первая пьеса «When Did You Last See My Mother?» («Когда в последний раз ты видел мою маму?»). Текст пьесы о подростках с гомосексуальными наклонностями был отослан театральному агенту Пегги Рамсею, а тот сумел заинтересовать её директора театра Royal Court, где в 1966 году пьеса была поставлена (несколько позже спектакь перенесён в Comedy Theatre) В результате двадцатилетний Хэмптон стал самым молодым в современной истории автором для театров Вест-Энда. До начала 70-х годов он работает штатным драматургом театра Royal Court и готовит к постановке две пьесы: «Полное затмение» (англ. «Total Eclipse», 1967 год) об истории взаимоотношений между двумя французскими поэтами Верленом и Рембо́, а также «Филантроп» (англ. «The Philanthropist», 1969 год). Этот спектакль принёс Хэмптону первую награду — Премию Джеймса Джефферсона, вручаемую за высокие достижения в театральном искусстве по выбору непрофессионального жюри. В это же время он пробует себя в адаптации классического романа к кинематографическому производству: собственный перевод и сценарий по пьесе Ибсена «Кукольный дом» к одноимённому фильму, вышедшему в 1973 году.
В творчестве последующего десятилетия следует отметить пьесы «Дикари» (англ. Savages, 1974 год) и «Развлечения» (англ. Treats, 1975 год), а также создание адаптированного сценария по пьесе Эдёна фон Хорвата «Сказки Венского леса», на основе которого Максимилиан Шелл снял в 1979 году одноимённый фильм.
В начале 1980-х годов большее внимание Хэмптон уделяет переводам и адаптациям произведений классических и современных авторов. Среди них: спорная драма Джорджа Стайнера «Доставка А. Г. в Сан-Кристобаль» (англ. The Portage to San Cristobal of A.H., 1982 год) о вымышленном суде над Гитлером, якобы уцелевшим в 1945 году и укрывшимся в джунглях Амазонки; «Тартюф» Мольера; роман «Опасные связи» Шодерло де Лакло. За эту работу, на основе который был в 1988 году снят одноимённый фильм, Кристофер Хэмптон получил международную известность и престижные награды, среди которых «Оскар» за лучший адаптированный сценарий и премия BAFTA в аналогичной категории. С этого времени сфера творческих интересов драматурга переносится в кинематограф, причём он работает не только как автор сценария: «Каррингтон» (1994 год, автор сценария, режиссёр), «Полное затмение» (1995 год, автор сценария, актёр), «Мечтая об Аргентине» (2003 год, автор сценария, режиссёр).
В 1982 году им написана пьеса «Сказки Голливуда» о тяжести эмигрантской жизни в США выдающихся европейских интеллектуалов — Генриха и Томаса Маннов, Бертольта Брехта, Лиона Фейхтвангера и др. В кульминации драмы появляется Генеральный консул Яков Ломакин, который приносит Генриху Манну гонорар за произведения, изданные в СССР.
В Москве премьера «Сказок Голливуда» состоялась в Малом театре в 1989 году.
Среди творческого багажа Кристофера Хэмптона необходимо упомянуть работу в соавторстве с Доном Блэком над двумя мюзиклами: «Бульвар Сансет» Эндрю Ллойда Уэббера в 1993 году и «Дракула» Франка Вильхорна в 2001 году.
В 2007 году за адаптированный сценарий к фильму «Искупление» Хэмптон вновь был номинирован на «Оскар», но уступил награду братьям Коэнам.

## Творчество

### Избранная фильмография
- 1973 — Кукольный дом (автор сценария)
- 1979 — Сказки Венского леса (автор сценария)
- 1983 — Почётный консул (автор сценария)
- 1986 — Хороший отец (автор сценария)
- 1986 — Волк на пороге (автор сценария)
- 1988 — Опасные связи (автор сценария, продюсер)
- 1994 — Каррингтон (автор сценария /специальный приз жюри Каннского кинофестиваля, номинация на премию BAFTA, режиссёр)
- 1995 — Полное затмение (автор сценария, актёр)
- 1996 — Мэри Рейлли (автор сценария)
- 2002 — Тихий американец (автор сценария)
- 2003 — Мечтая об Аргентине (автор сценария, режиссёр)
- 2007 — Искупление (автор сценария /номинация на премии BAFTA, «Оскар» и «Золотой глобус»)
- 2009 — Шери (в ряде источников — Дорогуша) (автор сценария)
- 2011 — Опасный метод (автор сценария)
- 2020 — Отец (автор сценария совместно с Флорианом Зеллером, победа на премии «Оскар» в номинации «Лучший адаптированный сценарий»)

Анонсированы:
- ? — Бульвар Сансет (автор сценария)

### Пьесы, переводы и другие работы
- 1964 — Когда в последний раз ты видел мою маму? (автор пьесы);
- 1967 — Полное затмение (автор пьесы);
- 1969 — Филантроп (автор пьесы);
- 1974 — Дикари (автор пьесы);
- 1982 — Сказки Голливуда (автор пьесы);
- 1991 — Белый Хамелеон (автор пьесы);
- 1993 — мюзикл Бульвар Сансет (автор адаптации);
- 1998 — пьеса Враг народа (перевод);
- 2001 — мюзикл Дракула (перевод, адаптация и стихи);
- 2009 — мюзикл Ребекка (перевод, адаптация и стихи).